# ドゥオップ・リース
ドゥオップ・トーマス・リース（Duop Thomas Reath, 1996年6月26日 - ）は、オーストラリアのプロバスケットボール選手。スーダンのジョングレイ州ワート出身。NBAのポートランド・トレイルブレイザーズに所属している。ポジションはセンター。

## 経歴

### 生い立ち・ハイスクール
スーダン（現：南スーダン）のジョングレイ州ワートで生まれ育ち、9歳の時に家族でオーストラリアのブリスベンへ移住した。
高校時代は当初サッカーをしていたが、身長が急激に伸びたこともありバスケを始めた。

### カレッジ
アメリカ合衆国へ渡り、リーカレッジへ進学。2年間プレーした後、LSUへ転校した。
転校1年目の2016-17シーズンは31試合に出場して平均12.0得点・6.2リバウンドを記録した。
2017-18シーズン、2018年1月20日のヴァンダービルト大学戦でキャリアハイとなる31得点を記録した。シーズンでは33試合に出場して平均12.5得点・5.3リバウンドを記録した。

### セルビアリーグ
2018年のNBAドラフトでは指名がなく、ドラフト後にダラス・マーベリックスの一員としてNBAサマーリーグに参加した。
2018年8月1日にBLSのKK FMPと契約した。2019年にはブルックリン・ネッツの一員としてサマーリーグに参加した。
2020年8月1日にKKツルヴェナ・ズヴェズダと契約した。

### イラワラ・ホークス
2021年7月19日にNBLのイラワラ・ホークスと契約した。
2022年にはフェニックス・サンズの一員としてサマーリーグに参加した。

### 青島イーグルス
2022年にCBAの青島イーグルスと契約した。

### アル・リヤディ・クラブ・ベイルート
2023年4月にウェストアジア・スーパーリーグのアル・リヤディ・クラブ・ベイルートに加入した。

### ポートランド・トレイルブレイザーズ
2023年6月30日にポートランド・トレイルブレイザーズの一員としてサマーリーグに参加した。FIBAワールドカップに出場した後、10月2日にブレイザーズと1年契約を結んだが翌日に解雇され、3日後にツーウェイ契約を結んだ。
2023-24シーズン、2023年11月12日のロサンゼルス・レイカーズ戦に出場してNBAデビューし、11得点を記録した。12月26日のサクラメント・キングス戦でキャリアハイとなる25得点を記録した。
2024年2月16日にブレイザーズと正式契約を結んだ。

## 個人成績

### NBA

#### レギュラーシーズン
| シーズン | チーム | GP  | GS | MPG  | FG%  | 3P%  | FT%  | RPG | APG | SPG | BPG | PPG |
| -------- | ------ | --- | -- | ---- | ---- | ---- | ---- | --- | --- | --- | --- | --- |
| 2023–24  | POR    | 68  | 20 | 17.9 | .461 | .359 | .742 | 3.7 | 1.0 | .5  | .6  | 9.1 |
| 2024–25  | POR    | 46  | 0  | 10.2 | .422 | .321 | .909 | 2.0 | .6  | .3  | .3  | 4.2 |
| 通算     | 通算   | 114 | 20 | 14.8 | .451 | .348 | .774 | 3.0 | .8  | .4  | .5  | 7.1 |

### カレッジ
| シーズン | チーム | GP | GS | MPG  | FG%  | 3P%  | FT%  | RPG | APG | SPG | BPG | PPG  |
| -------- | ------ | -- | -- | ---- | ---- | ---- | ---- | --- | --- | --- | --- | ---- |
| 2016–17  | LSU    | 31 | 30 | 27.7 | .510 | .314 | .603 | 6.2 | .8  | .5  | 1.5 | 12.0 |
| 2017–18  | LSU    | 33 | 28 | 24.2 | .544 | .422 | .629 | 5.3 | .7  | .5  | 1.0 | 12.5 |
| 通算     | 通算   | 64 | 58 | 25.9 | .527 | .375 | .617 | 5.8 | .7  | .5  | 1.2 | 12.3 |

## 代表歴
2021年の東京オリンピック、2023年のFIBAワールドカップにオーストラリア代表で出場した。